# Luojang
Luojang (poenostavljeno kitajsko: 洛阳; tradicionalno kitajsko: 洛陽; pinjin: Luò Yáng) je mesto ob izlivu reke Luo v Rumeno reko na zahodu province Henan, Kitajska. Mesto ima upravo na ravni prefekture in na vzhodu meji na glavno mesto province Džengdžov, na jugovzhodu na Pingdingšan, na jugu na  Nanjang, na zahodu na Sanmenšja, na severu na Džijuan in na severovzhodu na Džiaodzuo.  31. decembra 2018 je imel Luojang 6.888.500 prebivalcev, od tega 2.751.400 v urbanem delu mestu, sestavljenem iz petih od šestih mestnih okrožij.
Luojang leži na osrednji kitajski nižini in je eno najstarejših mest na Kitajskem in ena od zibelk kitajske civilizacije. Je najzgodnejša od štirih velikih starodavnih prestolnic Kitajske. 

## Imena
Ime Luojang izvira iz lege mesta na severni ali sončni (jang) strani reke Luo. Mesto je skozi stoletja imelo več imen, vključno z Luoji (洛邑) in Luodžov (洛州), vendar je bilo njegovo primarno ime Luojang. V času dinastije Tang so ga imenovali tudi Dongdu (東都, vzhodna prestolnica) in v času dinastije Song Šidžing (西京, zahodna prestolnica) ali Džingluo (京洛, prestolnica Luo). Med vladavino cesarice Vu Dzetjan, edine cesarice v kitajski zgodovini, se je mesto imenovalo Šendu (神都, božanska prestolnica). Luojang se je med dinastijo Čing preimenoval v Henanfu (河南府) in leta 1912 ponovno dobil svoje prejšnje ime.

## Zgodovina

### Klasično obdobje
Širše območje Luojanga je bilo od poznega neolitika sveto ozemlje. Območne okoli sotočja rek Luo in Ji je veljalo za geografsko središče Kitajske in bilo zato pomemben vidik za gradnjo več mest, ki se na splošno imenujejo Luojang. Leta 2070 pr. n. št. je kralj dinastije Šja Tai Kang prestolnico Šja preselil na sotočje Luo in Ji in mesto poimenoval Dženšun (斟鄩). Leta 1600 pr. n. št. je Tang iz Šanga premagal Džieja, zadnjega kralja dinastije Šja, in zgradil Zahodni Bo (西亳), novo prestolnico na reki Luo. Ruševine Zahodnega Boja se nahajajo v prefekturi Luojang. 
Leta 1036 pr. n. št. je vojvoda Džov zgradil naselje z imenom Čengdžov (成周) za ostanke ujetega plemstva Šanga. Vojvoda je iz Haodžinga, prestolnice dinastije Džov, v Čengdžov preselil tudi devet trinožnih kotlov. Druga prestolnica Zahodnega Džova, Vangčeng (tudi Luoji), je bila zgrajena 15 km zahodno od Čengdžova. Vančeng je leta 771 pr. n. št. postal prestolnica vzhodne dinastije Džov. Prestolnico so leta 510 pr. n. št. preselili v Čengdžov. Kasneje so nad ruševinami Čengdžova zgradili prestolnico vzhodne dinastije Han Loujang. Sodobni Luojang je zgrajen nad ruševinami Vančenga, katerega ostanki so še danes vidne v parku Vančeng.
Ko je Luojang dobil  v posest glavni minister Čin Ši Huanga Lu Buvej, je  začel razvijati in lepšati mesto. Ko je mesto obiskal cesar Liu Bang, je začel razmišljati, da bi Luojang postal njegovo prestolnica, vendar so ga njegovi ministri prepričali, naj premisli in namesto Luojanga izbere Čanang.

### Dinastija Han
27. novembra leta 25 n. št. je cesar Guangvu iz Hana Luojang razglasil za prestolnico dinastije Vzhodni Han. Mestno obzidje je tvorilo pravokotnik s stranico 4 km od juga proti severu in 2,5 km od zahoda proti vzhodu. Pravokotna južna palača in severna palača sta bili oddaljeni 3 km in povezani s pokrito cesto. Leta 26 so slovesno odprli oltar bogov zemlje in žita, nebeški oltar in tempelj eminentnega ustanovitelja, cesarja Gaoja iz nekdanjega Hana. Cesarska univerza je bila obnovljena leta 29. Leta 48 je kanal Jang povezal prestolnico z reko Luo. Leta 56 je bil zgrajen glavni cesarski observatorij, imenovan Duhovna terasa.
Luojang je bil več stoletij osrednja točka Kitajske. Leta 68 je bil v Luojangu zgrajen Tempelj belega konja, prvi budistični tempelj na Kitajskem. Tempelj še vedno obstaja, čeprav je arhitektura poznejšega izvora, večinoma iz 16. stoletja. Eden od prvih menihov, ki so popularizirali budizem v Luojangu, je bil An Šigao. 
Veleposlanik Bančao je obnovil svilno pot v vzhodni dinastiji Han, s čimer je Luojang postal njeno izhodišče.  
Leta 166 n. št. je prišla v Luojang prva rimska delegacija, ki jo je poslal "kralj Da Čina [Rimskega cesarstva] Andun" (Mark Avrelij Antonin, vladal 161–180 n. št.). Delegacija je prišla iz poveljstva Rinan v sedanjem osrednjem Vietnamu, do koder je priplula po morju.
Konec 2. stoletja se je na Kitajskem začela anarhija: 
Propad je pospešil upor rumenih turbanov, ki so, čeprav so jih cesarske čete leta 184 premagale,  oslabili državo do te mere, da je prišlo do novega niza uporov, ki so se sprevrgli v državljansko vojno, ki je dosegla vrhunec s požigom  glavnega mesta Hana Luojanga 24. septembra 189. Temu je sledilo obdobje nenehnih nemirov in vojn na Kitajskem, dokler se v 220. letih ni vrnil kanček stabilnosti, vendar z ustanovitvijo treh ločenih kraljestev, namesto enotnega imperija.

### Dinastiji Vei in Džin
4. aprila 190 je kancler Dong Džuo ukazal svojim vojakom, naj pretresejo, oropajo in uničijo mesto, ko se je umaknil pred koalicijo, ki so jo proti njemu ustanovili regionalni gospodje po vsej Kitajski. Dvor so preselili v bolj branljivi Čangan (sodobni Šjan). Po obdobju anarhije, v katerem je vojskovodja Cao Cao zadržal zadnjega hanskega cesarja Šjana v Šučangu (196–220), je Luojang ponovno postal spet pomemben, ko ga je njegov sin Cao Pi, cesar Ven iz dinastije Vei, leta 220 razglasil za svojo prestolnico. V Luojangu je bila kasneje ustanovljena dinastija Džin, naslednica Veija. 
Med prevratom petih barbarov leta 311 je bil Zahodni Džin prisiljen preseliti svojo prestolnico v Džjankang (današnji Nanking) in postati Vzhodni Džin. Vstajniške vojske plemenske zveza Šjongnu so zasedle in opustošile Luojang, ubile kronskega princa, večino ministrov in 30.000 meščanov, med njimi vse Sogdijce in Indijce.  Enaka usoda je leta 316 doletele Čangan.

### Severni Vei
Pozimi 416 je Luojang padel v roke Tan Daodžija, generala dinastije Song. Leta 422 je Luojang zavzel Severni Vei. Mesto je nato osvojil Songov general Dao Jandži in leta 439 dokončno dinastija Vei. Leta 493 je cesar Šjaoven iz dinastije Severni Vei prestolnico preselil iz Datonga v Luojang in začel graditi v skalo vklesane Jame Longmen. V jamah so našli več kot 30.000 budističnih kipov iz časa te dinastije. Mnoge od teh skulptur so bile dvolične. Istočasno je cesar tik ob Luojangu zgradil samostan Šaolin za namestitev indijskega meniha. V Luojangu je bil zgrajen tempelj Jongning (永宁寺) z najvišjo pagodo na Kitajskem.

### Dinastiji Sui in Tang
Ko je leta 604 na oblast prišel cesar Jang iz Suija, je na mestu obstoječega Luojanga zgradil novi Luojang po načrtu svojega očeta cesarja Vena iz Suija v na novo zgrajenem Čanganu.
V času dinastije Tang se je Luojang imenoval Dongdu (東都), Vzhodna prestolnica, in imel na vrhuncu približno milijon prebivalcev, takoj za Čanganom, ki je bil takrat največje mesto na svetu.
V obdobju dinastije Tang je prva in edina cesarica v kitajski zgodovini – cesarica Vu, prestolnico svoje dinastije Džov preselila v Luojang in jo poimenovala Šen Du (Božja prestolnica). Zgradila je najvišjo palačo v kitajski zgodovini, ki je zdaj v mestu Sui Tang Luojang. Luojang je bil med An Lušanovim uporom močno poškodovan.  
Iz obdobja dinastija Tang so bili v Luojangu najdeni epitafi krščanskega para, nestorijanske Sogdijke gospe An  (安氏), ki je umrla leta 821, in njenega nestorijanskega kitajskega moža Hua Šjana (花献), ki je umrl leta 827. Kitajski kristjani Hani so se morda poročali  s sogdijskimi kristjankami zaradi pomanjkanja Kitajk krščanske vere, ki je omejevala izbor zakonskih partnerjev. V Luojangu so odkrili tudi epitaf nestorijanske krščanske Sogdijke s priimkom An, ki jo je 22. januarja 815 pokopal  njen sin vojaškega častnika. Sogdijkin mož se je imenoval He (和) in je bil Kitajec Han. Na stebru epitafa je bila družina označena kot večetnična. Sinovi nestorijanskih krščanskih Sogdijk in Kitajcev Han so imeli na voljo številne poklicne poti, ker niti njihova mešana etnična pripadnost niti njihova vera nista bili ovira. Lahko so postali civilni uradniki in vojaški častniki ter odkrito prakticirali svojo krščansko vero in podpirali krščanske samostane.
Prebivalce Srednje Azije, tudi Sogdijce, so Kitajci med dinastijo Tang imenovali Hu (胡). Izraz Hu je med dinastijo Han  postal stereotip za barske plesalke in točajke in prostitutke, se pravi ženske neuglednih poklicov.
V kratkem obdobju petih dinastij in desetih kraljestev je bil Luojang prestolnica kasnejše dinastije Liang (samo nekaj let, preden se je dvor preselil v Kaifeng) in kasnejše dinastije Tang.

### Kasnejša zgodovina
Med dinastijo Severni Song je bil Luojang "zahodna prestolnica" in rojstni kraj Džao Kuangjina, ustanovitelja dinastije Song. Bil je vidno kulturno središče, v katerem so živeli nekateri najpomembnejši filozofi. Mesto je v tem obdobju doživelo nov razvoj in obnovo.
V času džurčenske dinastije Džin je bil Luojang "srednja prestolnica". 
Od dinastije Juan Luojang ni bil več glavno mesto Kitajske. Med dinastijama Juan in Ming je bil dvakrat porušen in ponovno zgrajen. Mestno obzidje so uničili kmečki uporniki v poznem obdobju Ming. Med dinastijo Čing so obzidje obnovili. Število prebivalcev se je zmanjšalo na povprečno okrožje. Med japonsko invazijo je bil Luojang še zadnjič za kratek čas glavno mesto Republike Kitajske. Do leta 1949 je imel 75.000 prebivalcev.

### Ljudska republika Kitajska
Po ustanovitvi Ljudske republike Kitajske je Luojang oživel kot glavno središče težke industrije. V prvem petletnem načrtu Kitajske je bilo v okrožju Džjanši v Luojangu zagnanih 7 od 156 večjih industrijskih programov, ki jih je podpirala Sovjetska zveza, vključno s tovarno traktorjev Dongfanghong, tovarno rudarskih strojev Luojang in tovarno ležajev Luojang. Kasneje, med gradnjo tretje fronte, je bila v Luoang preseljena ali ustanovljena nova skupina tovarn težke industrije, vključno s steklarno. Industrijski razvoj je močno spremenil demografsko sestavo mesta. Približno polovico prebivalcev  po letu 1949 tvorijo priseljenci  ali njihovi potomci. 

## Galerija
- Muzej Luojanga: kraljevi konji in bojni vozovi Vzhodnega Džova
- Vhod v Tempelj belega konja
- Jame Longmen
- Li Džaodao (675-758): Paviljon Luojang